# Гутація

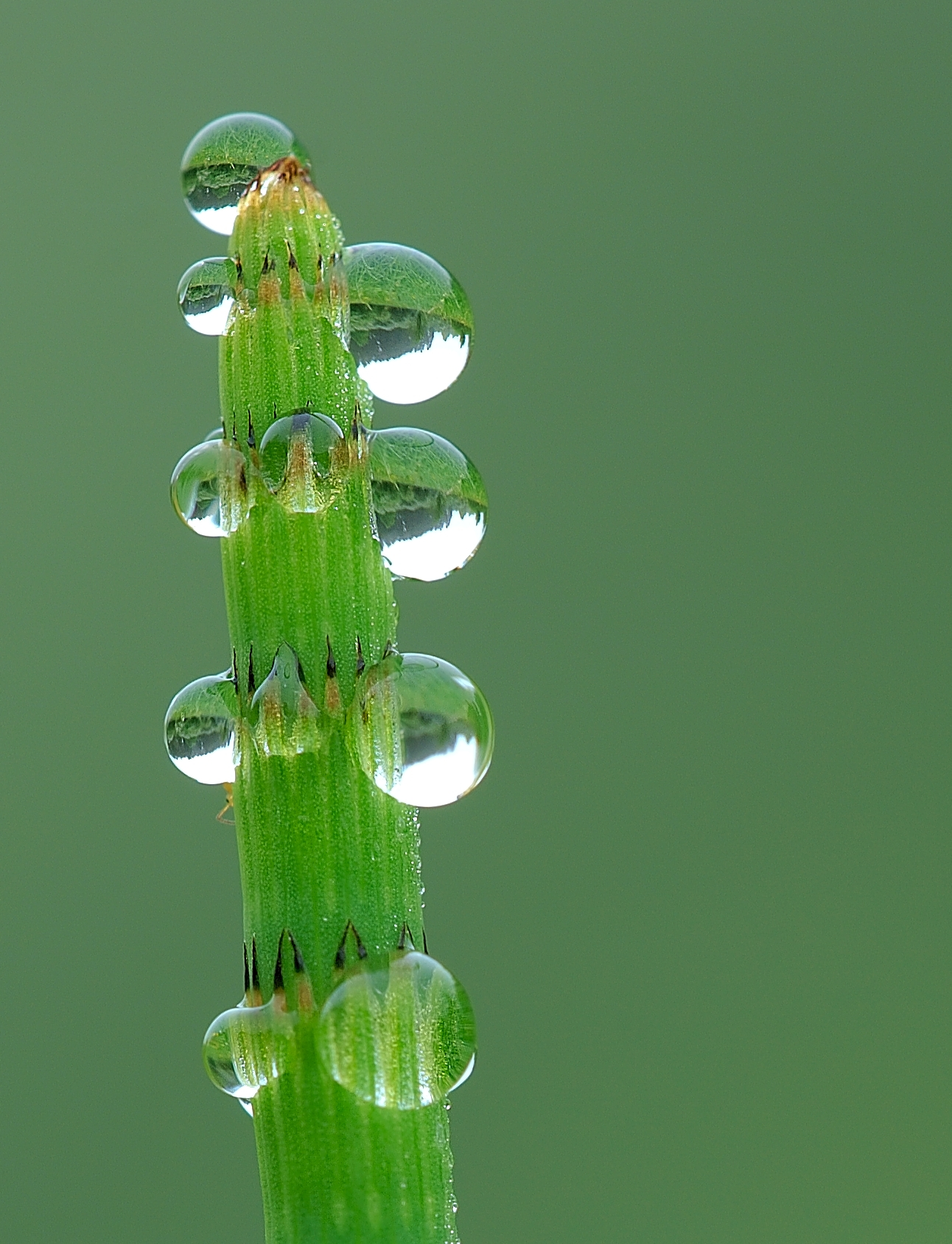
Гутація на пагоні хвощу

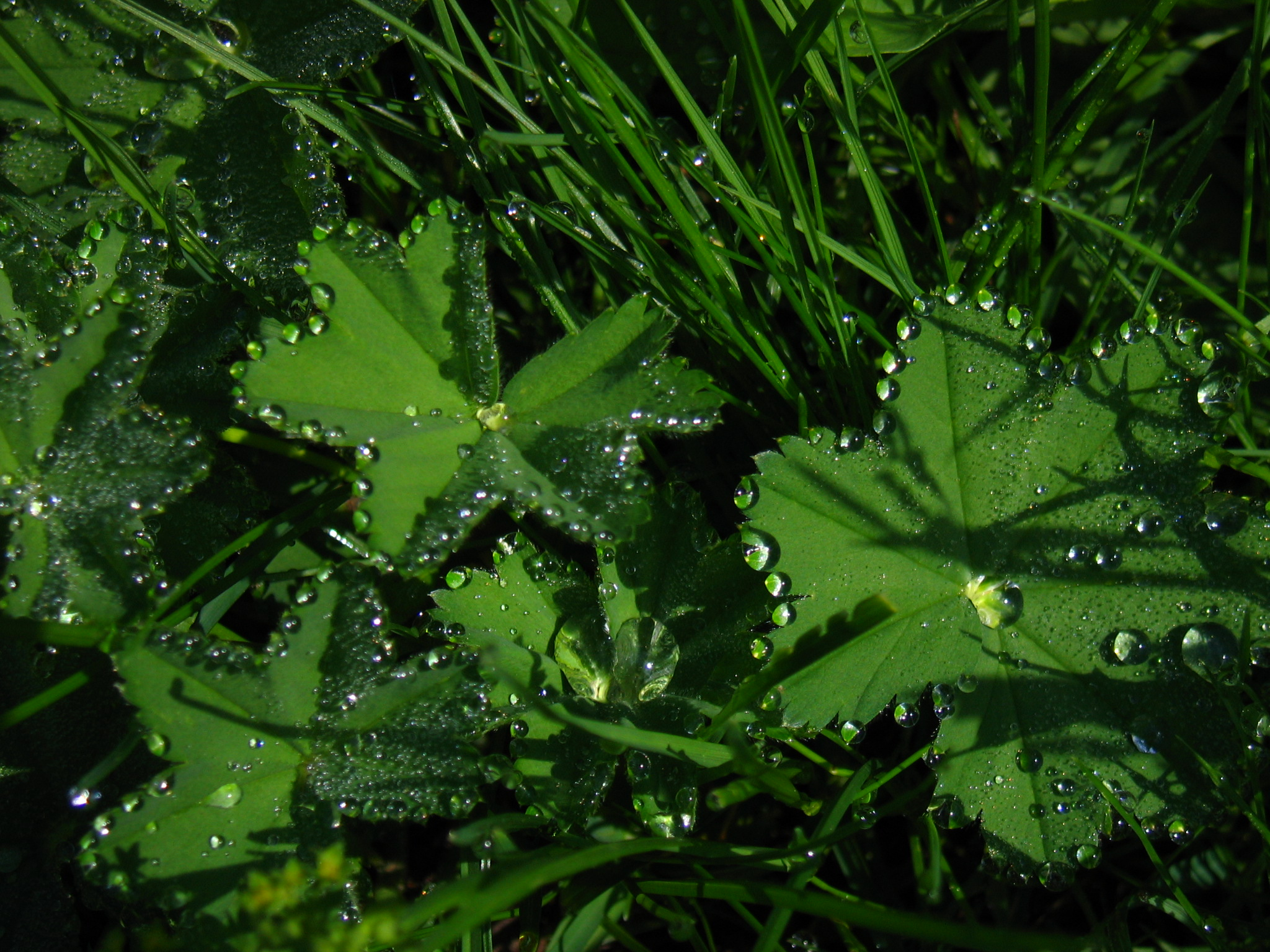
Гутація на листки приворотня блискучого

Гута́ція (лат. gutta — крапля) — процес виділення води через листки у вигляді крапель води, що спричинюється високим кореневим тиском. Гутація відбувається через особливі клітини — гідатоди.
Гутацію можна спостерігати у рослин при високій вологості повітря, коли процес транспірації затруднений, а поступання води в кореневу систему достатнє. В деяких рослин це явище можна спостерігати зранку та перед дощем. Гутаційне виділення вологи характерне для тропічних рослин, які ростуть при підвищеній вологості. У цих рослин піднімання води здійснюється тільки внаслідок кореневого тиску. Під такими деревами в тропічному лісі постійно падає дощ. Добре гутують фуксія, картопля, примула, приворотень, суниця, яглиця, кімнатні рослини — арум, філодендрон. У водних рослин гутація проходить безперервно — це єдиний шлях виділення вологи. У таро дерев'янистого верхівка кожного листка може виділяти до 200 крапель рідини за хвилину. Цезальпінія дощова в деякі дні гутує з такою силою, що під деревом йде проливний дощ. Із
деревних рослин помірної зони активно гутує верба.
Явище гутації можна відтворити в лабораторних умовах, надмірно поливши і накривши ковпаком паростки злаків.
Сік гутації значно бідніший від соку плачу як мінеральними так і органічними речовинами. Це зумовлюється будовою гідатод. При гутації сік фільтрується крізь дрібноклітинну паренхіму, так звану епітему — тканину, яка вистилає дно повітряної порожнини гідатод. Механізм гутації тісно пов'язаний з диханням організму і біосинтезом білка. Якість гутаційних виділень є видовою і сортовою ознакою.
Фізіологічне значення гутації полягає у підтриманні рослинами рівноваги між поглинанням і випаровуванням води. Інтенсивність гутації підвищується вночі.